# Du Li
Du Li (en chino tradicional, 杜麗; en chino simplificado, 杜丽; pinyin, Dù Lì; nacida el 5 de marzo de 1982 en Yiyuan, Zibo, Shandong) es una tiradora deportiva china.

## Carrera
Du Li compitió en los Juegos Olímpicos de Atenas 2004, donde ganó la medalla de oro en la competencia de carabina de aire a 10 metros. Ella no pudo defender el título en los Juegos Olímpicos de Pekín 2008, perdiendo ante Kateřina Emmons el 9 de agosto de 2008, y terminando en quinto lugar. Sin embargo, se recuperó y ganó una medalla de oro en la competición femenina del evento de rifle con tres posiciones a 50 m, estableciendo un nuevo récord olímpico en el proceso. De nuevo no fue capaz de defender su título en los Juegos Olímpicos de Río de Janeiro 2016, quedando en segundo lugar tras Virginia Thrasher el 6 de agosto de 2016.
El 29 de noviembre de 2009, Du se casó con el campeón de tiro olímpico chino Pang Wei en Baoding, Hebei.